# Dragon Quest (jeu vidéo)
Dragon Quest (ドラゴンクエスト, Doragon Kuesuto, Dragon Quest), connu sous le nom de Dragon Warrior aux États-Unis, est un jeu vidéo de rôle développé par Chunsoft pour la société japonaise Enix. Il sort en 1986 sur NES au Japon puis en 1989 en Amérique du Nord. Il sort en 2019 sur Nintendo Switch en Europe. Imaginé et dirigé par Yūji Horii, le jeu connaît un grand succès et donne de nombreuses suites. La licence Dragon Quest devient en quelques années l'une des séries de jeu vidéo les plus populaires au Japon.
Inspiré par les déjà nombreux jeux de rôles sur micro-ordinateurs, Dragon Quest est considéré comme le premier représentant du genre sur console de jeux vidéo.
Au vu de sa grande popularité, l'oeuvre est portée sur MSX, PC-98, Sharp X68000, Super Famicom, Game Boy Color et smartphones au cours des années suivantes.

## Trame

### Synopsis
Dragon Quest raconte les aventures de la lignée Roto, de Boule de Lumière et de Dragon. Les êtres vivaient sous le contrôle bienveillant de la Boule de Lumière. La paix et le bien-être semblait émaner de cet objet magique et grâce à cela, le peuple d'Alefgard était capable de profiter de la vie. Pour prouver sa puissance, Dragonlord attaqua le château Tantegel et vola la Boule de Lumière, ruinant les rêves du peuple d'Alefgard. Un jeune guerrier, descendant de Roto, promis à Lorik, le roi d'Alefgard de retrouver la Boule de lumière, mais également sa fille, la princesse Laura, enlevée par le Dragon Vert, un dragon au service de Dragonlord, qui la retint prisonnière dans une grotte. Au cours de son voyage, le héros devra rassembler certains objets importants, qui lui permettront de créer un pont, ce pont lui permettra de se rendre alors,au château de Dragonlord.
Il aura aussi le devoir de réunir l'équipement légendaire de son ancêtre, afin de prouver qu'il en est le digne descendant, et avoir une chance de combattre le vil Dragonlord.

### Personnages
- Le héros

Il est le héros principal du jeu. Il est un descendant de Roto, le héros ancien. Il apprend les magies de l'attaque, la défense et de soutien. Le joueur choisit son nom au début du jeu. 
- Laura

Elle est la princesse d'Alefgard. Elle a été faite prisonnière par le dragon vert. Une fois délivrée par le héros, elle lui donnera un objet lui permettant de communiquer avec elle, et de savoir où il se situe par rapport à elle.
Laura est amoureuse du héros.
- Lorik

Il est le roi d'Alefgard. Il est également le seul et unique point de sauvegarde du jeu.
- Dragonlord

Il est l'antagoniste principal de cette histoire, il a réussi à anéantir 2/3 de la population humaine dans le royaume de Tantegel. Au premier abord, il ressemble un petit sorcier à la peau bleue et aux yeux jaunes, mais, il possède la capacité de contrôler les dragons, mais également, d'en devenir un.
- Dragon Vert

Dragon au service de Dragonlord, il a enlevé la princesse Laura et la maintient prisonnière dans une grotte. Il est également le 1er boss du jeu.

## Système de jeu
Dragon Quest est un RPG au tour par tour. Le personnage rencontre de manière aléatoire des monstres de difficulté croissante avant d'atteindre le boss final. En livrant des combats, le joueur gagne des points d'expérience et devient ainsi plus fort. Les combats se font à la première personne. En passant par la carte du monde, le joueur peut avancer de ville en ville. L'équipement du personnage est primordial et doit être acheté ou gagné. Les pièces d'or nécessaires pour acheter des objets peuvent être trouvées ou gagnées lors des combats.

## Accueil
Le jeu est l'une des entrées de l'ouvrage Les 1001 jeux vidéo auxquels il faut avoir joué dans sa vie.